# Delmas (Haiti)
Delmas este o comună din arondismentul Port-au-Prince, departamentul Ouest, Haiti, cu o suprafață de 27,74 km2 și o populație de 284.079 locuitori (2009).